# Amstel
Pour les articles homonymes, voir Amstel (homonymie).
L'Amstel (du vieux néerlandais Aeme-stelle, qui signifie « Zone aquatique ») est un fleuve canalisé néerlandais du sud-est de la province de Hollande-Septentrionale. Il donne, entre autres et en partie, son nom à la ville d'Amsterdam (anciennement Amstelredam soit « Digue sur l'Amstel »).

## Histoire

### Temps anciens

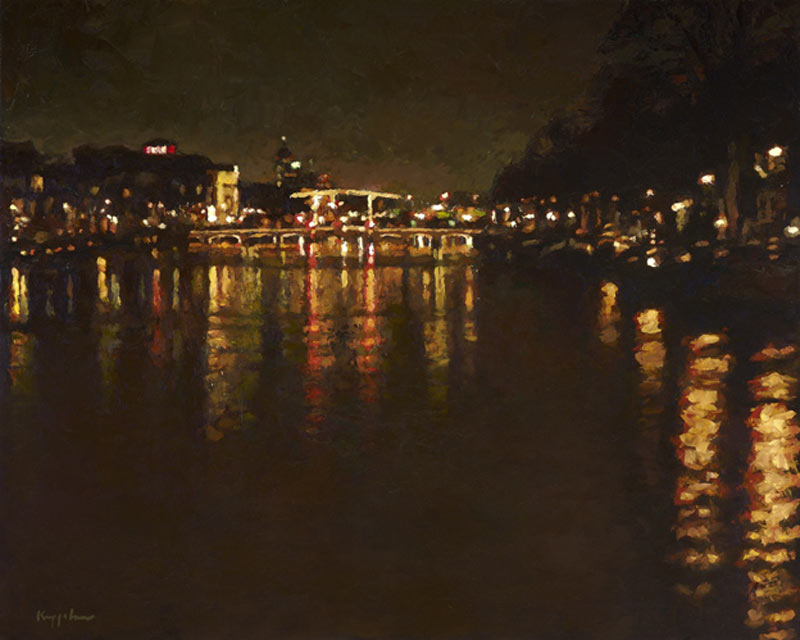
L'Amstel de nuit, peinture de Frans Koppelaar datant de 2005, au niveau du théâtre royal Carré.

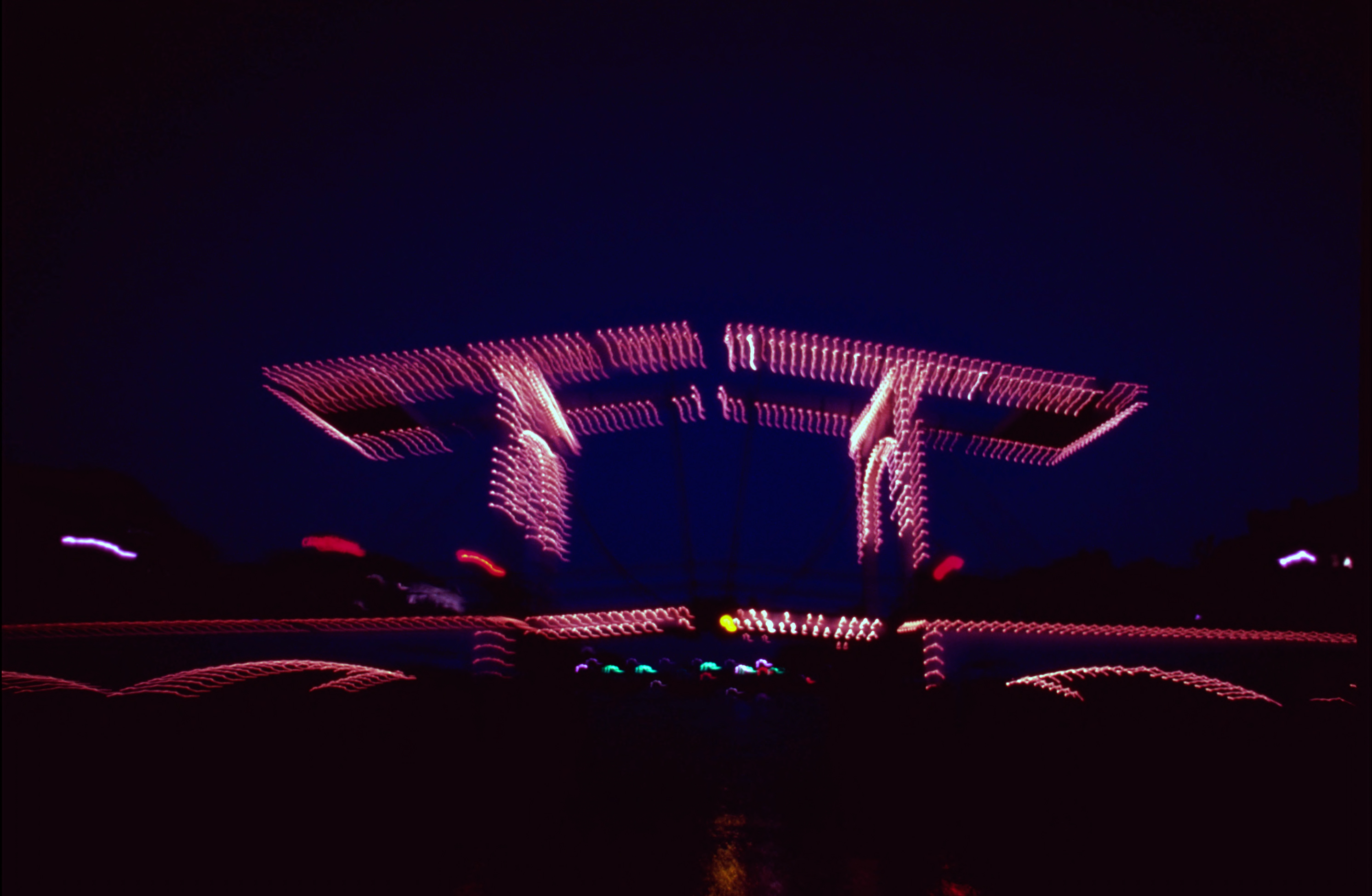
Le Magere Brug d'Amsterdam, photographie dite Skinny Bridge, datant de 1988.

La population habitant sur les bords de la rivière commence à exploiter la tourbe : le sol enlevé a été transformé en tourbe combustible et utilisé comme tel. Ainsi, probablement vers le début du XIIIe siècle, un hameau de travailleurs de la tourbe est apparu dans la tourbière à l'ouest de l'Ouderkerk : Amstelveen (en néerlandais veen signifie « tourbière », même racine que « fagne »).
Par la construction d'un barrage à l'embouchure de la rivière, sur un bras formé par le Damrak et le Rokin, une bourgade de pêcheurs appelée Amstelredam se serait développée. L'emplacement de ce barrage donne naissance à la principale place d'Amsterdam. Ensuite, le bourg aurait obtenu vers 1275 un statut urbain. En grandissant, le hameau devient une petite ville qui, par sa situation sur les rivages du Zuiderzee ne cessa de se développer.

### Époque contemporaine
Initialement, la rivière débouche dans l'IJ. Actuellement[Quand ?], l'Amstel débouche dans les quartiers centraux d'Amsterdam. Le dernier tronçon de la rue qui longe l'Amstel à Amsterdam s'appelle également Amstel. Via un duiker (littéralement « plongeur » en néerlandais), un ouvrage d'art qui est une espèce de siphon sous la partie recouverte du Rokin et du Dam (« barrage »), l'eau finit en fin de compte (via le Damrak) par affluer dans l'IJ, bien que la plus grande partie soit déviée par les fossés d'Amsterdam.
Depuis le XVIIe siècle il existe beaucoup de maisons de campagne (buitenplaatsen) le long du fleuve, appartenant à la bourgeoisie amstellodamoise. Il en reste aujourd'hui trois.

## Tracé
Primitivement, l'Amstel naît à Mijdrecht de la confluence des rivières Drecht et Kromme Mijdrecht, un peu au sud de Uithoorn. Par la canalisation et la construction du canal de l'Amstel au Drecht (Amstel-Drechtkanaal), ce parcours original est moins évident de nos jours.
Une partie de ce que l'on appelle initialement l'Amstel fait maintenant partie du canal de l'Amstel au Drecht. Ce canal commence un peu au nord-ouest de Nieuwveen, par la confluence du Drecht et du canal de l'Aar (Aarkanaal) et continue jusqu'à Ouderkerk-sur-l'Amstel (littéralement : vieille église sur l'Amstel) où s'embouche une autre rivière, le Bullewijk. À partir de là, le cours d'eau s'appelle encore officiellement l'Amstel. La partie du canal d'Aar jusqu'au Bullewijk est longue de 18,5 km, celle en aval du Bullewijk jusqu'à l'embouchure est longue de 12,5 km.
L'Amstel reçoit quelques autres petits affluents, dont le plus connu est le Waver.